# Electric Pencil
 (novembre 2024).
Electric Pencil a été créé en décembre 1976 par Michael Shrayer. Il est le premier logiciel de traitement de texte pour les ordinateurs de la maison.
Malgré sa grande popularité sur le marché, il a été surpassé par d'autres programmes tels que WordStar, Magic Wand et Scripsit.

## Histoire
En 1975, Michael Shrayer a déménagé en Californie après avoir travaillé comme cinéaste à New York pendant 20 ans. Après avoir vu un article dans la revue Popular Electronic de janvier 1975 sur les micro-ordinateurs s'appelant MITS Altair 8800, il l'a acheté et assemblé, puis il a modifié un programme d'assemblage du domaine public pour le processeur technologique Sol-20. Puis, des amis amateurs d'informatique ont voulu acheter le logiciel ESP-1 de Shrayer, ce qui lui a offert une nouvelle activité inattendue et lucrative,,.
N'ayant jamais entendu parler d'un « logiciel de traitement de texte », Shrayer a toutefois cru qui pourrait être capable d'utiliser son ordinateur afin d'écrire au lieu d'une machine à écrire. Il a donc écrit un nouveau programme, qui est devenu le premier logiciel de traitement de texte pour un ordinateur personnel. Electric Pencil conçu pour Altair, est arrivé sur le marché en décembre 1976 et la version pour le Sol-20 est devenue très populaire. Comme aucun grand magasin d'ordinateur n'existait à l'époque, Shrayer a créé « Michael Shrayer Software Inc. » pour publiciser son produit dans les magazines spécialisés dans les ordinateurs tel que BYTE. Il vendait par la suite son programme par courriel. Il a notamment regretté avoir nommé sa compagnie comme telle, puisqu'il perdu une partie de sa vie privée. Electric Pencil nécessitait 8k de mémoire ainsi qu'un Intel 8080 ou d'un processeur Zilog Z80. Comme les clients demandaient le programme pour des ordinateurs et leurs systèmes opératoires spécifiques, il a importé le logiciel de traitement de texte pour chacun d'entre eux, ce qui a créé 78 différentes versions comme pour le North Star Horizon et TRS-80,,.
Electric Pencil dominait le marché, mais comme Shrayer a commencé à trouver la programmation ennuyeuse, il a cessé de mettre à jour le programme. Il a ensuite vendu les droits à IJG Computer Services, la compagnie d'Harvard Pennington, qui a publié par la suite une nouvelle version d'Electric Pencil en février 1982. Puis, plusieurs programmes similaires qui surpassaient la popularité d'Electric Pencil ont été créés tels que WordStar et Magic Wand. Il est resté sur le marché durant les années 1980 avec une autre version pour le IBM PC en 1983. Cependant, dès 1982, James Fallows décrivait le programme comme étant vieux et brut lorsqu'il était comparé à des produits plus récents tels que Perfect Writer et Scripsit,,.

## Utilisation notable
Jerry Pournelle est reconnu comme étant le premier auteur qui a écrit une partie d'un livre publié en utilisant un logiciel de traitement de texte, c'est-à-dire Electric Pencil, sur un ordinateur personnel. En 1977, Pournelle, en voyant le programme, a décidé qu'il serait utile pour améliorer sa productivité afin de ne pas avoir à réécrire des pages entières.